# Kościół Matki Bożej Królowej Polski w Golenicach
Kościół Matki Bożej Królowej Polski – rzymskokatolicki kościół parafialny należący do parafii pod tym samym wezwaniem (dekanat Myślibórz archidiecezji szczecińsko-kamieńskiej).
Jest to świątynia zbudowana w 1759 roku przez rodzinę Rosey. Budowla reprezentuje styl klasycystyczny, jest orientowana, wzniesiona z cegły na planie prostokąta i otynkowana. Kościół ma wieżę, wybudowaną na planie kwadratu, jej górna część posiada drewnianą dwukondygnacyjną nadbudówkę, rozczłonkowaną jońskimi pilastrami, zakończoną kopułką nakrytą gontem. Do zabytkowego wyposażenia świątyni należą m.in.: bogato zdobiony, późnorenesansowy (wykonany w 1598 roku) polichromowany ołtarz; rokokowa, drewniana ambona powstała w połowie XVIII wieku; rzeźba Madonny powstała w XVII wieku; empora organowa powstała w XVIII wieku z prospektem neorenesansowym wykonanym w XIX wieku. Budowla została poświęcona w dniu 22 listopada 1953 roku.